# Gwatemala na Letnich Igrzyskach Olimpijskich 2012
Gwatemalę na Letnich Igrzyskach Olimpijskich 2012, które odbyły się w Londynie, reprezentowało 19 zawodników.

## Zdobyte medale
| Medal  | Zawodnik       | Dyscyplina    | Konkurencja   | Data       |
| ------ | -------------- | ------------- | ------------- | ---------- |
| Srebro | Erick Barrondo | Lekkoatletyka | chód na 20 km | 4 sierpnia |

## Reprezentanci

### Lekkoatletyka
Mężczyźni
| Zawodnik          | Konkurencja   | Finał    | Finał   |
| Zawodnik          | Konkurencja   | Rezultat | Pozycja |
| ----------------- | ------------- | -------- | ------- |
| Erick Barrondo    | Chód na 20 km | 1:18,57  |         |
| Erick Barrondo    | Chód na 50 km | DSQ      | DSQ     |
| José Amado García | Maraton       | 2:18:23  | 38.     |
| Jaime Quiyuch     | Chód na 50 km | DSQ      | DSQ     |

Kobiety
| Zawodnik               | Konkurencja   | Finał    | Finał   |
| Zawodnik               | Konkurencja   | Rezultat | Pozycja |
| ---------------------- | ------------- | -------- | ------- |
| Jamy Franco            | Chód na 20 km | 1:33:18  | 31.     |
| Mayra Carolina Herrera | Chód na 20 km | 1:35:33  | 46.     |
| Mirna Ortiz            | Chód na 20 km | DSQ      | DSQ     |

### Badminton
| Zawodnik     | Konkurencja     | Faza grupowa                           | Faza grupowa                       | Faza grupowa     | Faza grupowa | 1/8                       | Ćwierćfinał      | Półfinał         | Finał            | Finał   |
| Zawodnik     | Konkurencja     | Przeciwnik Wynik                       | Przeciwnik Wynik                   | Przeciwnik Wynik | Pozycja      | Przeciwnik Wynik          | Przeciwnik Wynik | Przeciwnik Wynik | Przeciwnik Wynik | Pozycja |
| ------------ | --------------- | -------------------------------------- | ---------------------------------- | ---------------- | ------------ | ------------------------- | ---------------- | ---------------- | ---------------- | ------- |
| Kevin Cordón | singel mężczyzn | Henri Hurskainen W 15–21, 21–12, 21–14 | Rajiv Ouseph W 12–21, 21–17, 21–19 | —                | 1 Q          | Sho Sasaki P 21–23, 10–21 | NQ               | NQ               | NQ               | NQ      |

### Kolarstwo

#### Kolarstwo szosowe
| Zawodnik     | Konkurencja                    | Czas | Pozycja |
| ------------ | ------------------------------ | ---- | ------- |
| Manuel Rodas | wyścig ze startu wspólnego (m) | DNF  | DNF     |

### Gimnastyka

#### Gimnastyka artystyczna
Kobiety
| Zawodniczka     | Konkurencja           | Eliminacje | Eliminacje | Eliminacje | Eliminacje | Eliminacje | Eliminacje | Finał    | Finał    | Finał    | Finał    | Finał  | Finał   |
| Zawodniczka     | Konkurencja           | Przyrząd   | Przyrząd   | Przyrząd   | Przyrząd   | Wynik      | Pozycja    | Przyrząd | Przyrząd | Przyrząd | Przyrząd | Wynik  | Pozycja |
| Zawodniczka     | Konkurencja           | F          | V          | UB         | BB         | Wynik      | Pozycja    | F        | V        | UB       | BB       | Wynik  | Pozycja |
| --------------- | --------------------- | ---------- | ---------- | ---------- | ---------- | ---------- | ---------- | -------- | -------- | -------- | -------- | ------ | ------- |
| Ana Sofía Gómez | wielobój indywidualny | 14,000     | 14,533     | 13,266     | 14,333     | 56,132     | 16. Q      | 13,400   | 14,633   | 13,733   | 13,133   | 54,899 | 22.     |

### Judo
| Zawodnik        | Konkurencja | 1/16                       | 1/8              | Ćwierćfinał      | Półfinał         | Repasaż 1        | Repasaż 2        | Finał            | Finał   |
| Zawodnik        | Konkurencja | Przeciwnik Wynik           | Przeciwnik Wynik | Przeciwnik Wynik | Przeciwnik Wynik | Przeciwnik Wynik | Przeciwnik Wynik | Przeciwnik Wynik | Pozycja |
| --------------- | ----------- | -------------------------- | ---------------- | ---------------- | ---------------- | ---------------- | ---------------- | ---------------- | ------- |
| Darrel Castillo | +100 kg     | Daiki Kamikawa P 0000–0100 | NQ               | NQ               | NQ               | NQ               | NQ               | NQ               | NQ      |

### Pięciobój nowoczesny
| Zawodnik        | Konkurencja | Szermierka | Szermierka | Szermierka | Pływanie | Pływanie | Pływanie | Jeździectwo | Jeździectwo | Jeździectwo | Strzelanie/bieganie | Strzelanie/bieganie | Strzelanie/bieganie | Razem punktów | Pozycja |
| Zawodnik        | Konkurencja | Rezultat   | Rank.      | Punkty     | Czas     | Rank.    | Punkty   | Błędy       | Rank.       | Punkty      | Czas                | Rank.               | Punkty              | Razem punktów | Pozycja |
| --------------- | ----------- | ---------- | ---------- | ---------- | -------- | -------- | -------- | ----------- | ----------- | ----------- | ------------------- | ------------------- | ------------------- | ------------- | ------- |
| Andrei Gheorghe | mężczyźni   | 15–20      | 25.        | 760        | 2:13,89  | 35.      | 1196     | 88          | 22.         | 1112        | 11:15,58            | 27                  | 2300                | 5368          | 31.     |

### Żeglarstwo
Mężczyźni
| Zawodnik            | Konkurencja | Wyścig | Wyścig | Wyścig | Wyścig | Wyścig | Wyścig | Wyścig | Wyścig | Wyścig | Wyścig | Wyścig | Punkty | Finałowa pozycja |
| Zawodnik            | Konkurencja | 1      | 2      | 3      | 4      | 5      | 6      | 7      | 8      | 9      | 10     | M*     | Punkty | Finałowa pozycja |
| ------------------- | ----------- | ------ | ------ | ------ | ------ | ------ | ------ | ------ | ------ | ------ | ------ | ------ | ------ | ---------------- |
| Juan Ignacio Maegli | Laser       | 1.     | 10.    | 7.     | 13.    | 5.     | 20.    | 7.     | 10.    | 21.    | 21.    | 7.     | 108    | 9.               |

Kobiety
| Zawodnik      | Konkurencja  | Wyścig | Wyścig | Wyścig | Wyścig | Wyścig | Wyścig | Wyścig | Wyścig | Wyścig | Wyścig | Wyścig | Punkty | Finałowa pozycja |
| Zawodnik      | Konkurencja  | 1      | 2      | 3      | 4      | 5      | 6      | 7      | 8      | 9      | 10     | M*     | Punkty | Finałowa pozycja |
| ------------- | ------------ | ------ | ------ | ------ | ------ | ------ | ------ | ------ | ------ | ------ | ------ | ------ | ------ | ---------------- |
| Andrea Aldana | Laser Radial | 24.    | 36.    | 34.    | 39.    | 38.    | 8.     | 24.    | 33.    | 29.    | 31.    | EL     | 257    | 32.              |

### Strzelectwo
Mężczyźni
| Zawodnik         | Konkurencja                | Ćwierćfinał | Ćwierćfinał | Finał | Finał   |
| Zawodnik         | Konkurencja                | Wynik       | Pozycja     | Wynik | Pozycja |
| ---------------- | -------------------------- | ----------- | ----------- | ----- | ------- |
| Jean Pierre Brol | Trap                       | 116         | 28.         | NQ    | NQ      |
| Sergio Sánchez   | pistolet pneumatyczny 10 m | 565         | 42          | NQ    | NQ      |
| Sergio Sánchez   | pistolet dowolny 50 m      | 533         | 36.         | NQ    | NQ      |

### Pływanie
Mężczyźni
| Zawodnik    | Konkurencja    | Heat  | Heat    | Semifinal | Semifinal | Final | Final   |
| Zawodnik    | Konkurencja    | Czas  | Pozycja | Czas      | Pozycja   | Czas  | Pozycja |
| ----------- | -------------- | ----- | ------- | --------- | --------- | ----- | ------- |
| Kevin Ávila | 100 m dowolnym | 51,44 | 38.     | NQ        | NQ        | NQ    | NQ      |

### Taekwondo
| Zawodnik         | Konkurencja | 1/8              | Ćwierćfinał      | Półfinał         | Repasaż 1            | Repasaż 2              | Finał            | Finał   |
| Zawodnik         | Konkurencja | Przeciwnik Wynik | Przeciwnik Wynik | Przeciwnik Wynik | Przeciwnik Wynik     | Przeciwnik Wynik       | Przeciwnik Wynik | Pozycja |
| ---------------- | ----------- | ---------------- | ---------------- | ---------------- | -------------------- | ---------------------- | ---------------- | ------- |
| Elizabeth Zamora | −49 kg      | Wu Jingyu P 2–10 | NQ               | NQ               | Erika Kasahara W 6–2 | Chanatip Sonkham P 0–8 | NQ               | 5.      |

### Podnoszenie ciężarów
| Zawodnik         | Konkurencja | Rwanie | Rwanie  | Podrzut | Podrzut | Razem | Pozycja |
| Zawodnik         | Konkurencja | Wynik  | Pozycja | Wynik   | Pozycja | Razem | Pozycja |
| ---------------- | ----------- | ------ | ------- | ------- | ------- | ----- | ------- |
| Christian López  | −105 kg     | 172    | 16.     | 215     | 14.     | 387   | 15.     |
| Astrid Camposeco | −75 kg      | 93     | 12.     | 115     | 11.     | 208   | 11.     |